# Thinopteryx nebulosa
Thinopteryx nebulosa là một loài bướm đêm trong họ Geometridae.